# Kalibusiswe Ilizwe leZimbabwe
Kalibusiswe Ilizwe leZimbabwe (IsiNdebele)  
Simudzai mureza wedu weZimbabwe (Shona) is sinds 1994 het volkslied van Zimbabwe. Het volkslied is in de twee hoofdtalen van Zimbabwe bekend. Het lied werd geschreven door Solomon Mutswairo en de muziek is van Fred Lecture Changundega.

## IsiNdebele
Kalibusiswe Ilizwe leZimbabwe
Phakamisan' if'legi yethu yeZimbabwe
Eyazalwa yimpi yenkululeko;
Le gaze' elinengi lamaqhawe ethu
Silivikele ezitheni zonke;
Kalibusiswe ilizwe leZimbabwe.
Khangelan' i Zimbabwe yon' ihlotshi si we
Ngezintaba lang' miful' e bu keka yo.
I zulu kaline, izilimo zande;
Iz' sebenzi zenam', abantu basuthe;
Kalibusiswe ilizwe leZimbabwe.
Nkosi bu sis' ilizwe le-thu leZimbabwe
Ilizwe labo khokho bethu thina sonke;
Kusuk' eZambezi Kusiy' e Limpopo.
Abakho kheli babe lobuqotho;
Kalibusiswe ilizwe leZimbabwe.

## Shona
Simudzai mureza wedu weZimbabwe
Simudzai mureza wedu weZimbabwe
Yakazvarwa nomoto wechimurenga;
Neropa zhinji ramagamba
Tiidzivirire kumhandu dzose;
Ngaikomborerwe nyika yeZimbabwe.
Tarisai Zimbabwe nyika yakashongedzwa
Namakomo, nehova, zvinoyevedza
Mvura ngainaye, minda ipe mbesa
Vashandi vatuswe, ruzhinji rugutswe;
Ngaikomborerwe nyika yeZimbabwe.
Mwari ropafadzai nyika yeZimbabwe
Nyika yamadzitateguru edu tose;
Kubva Zambezi kusvika Limpopo,
Navatungamiri vave nenduramo;
Ngaikomborerwe nyika yeZimbabwe.

## Engels
Blessed be the Land of Zimbabwe 
Lift high the banner of Zimbabwe;
Born of the fire of the revolution;
And of the precious blood of our heroes.
Let's defend it against from foes;
Blessed be the land of Zimbabwe.
Behold Zimbabwe so richly adorned
With mountains and rivers, beautiful.
Let rain abound and fields yield the seed
May all be fed and workers rewarded.
Blessed be the land of Zimbabwe.
O God, bless the land of Zimbabwe,
The land of our heritage,
From Zambezi to Limpopo.
May our leaders and just be exemplary,
Blessed be the land of Zimbabwe.

## Re
Onafhankelijke staten: Algerije · Angola · Benin · Botswana · Burkina Faso · Burundi · Centraal-Afrikaanse Republiek · Comoren · Congo-Brazzaville · Congo-Kinshasa · Djibouti · Egypte · Equatoriaal-Guinea · Eritrea · Ethiopië · Gabon · Gambia · Ghana · Guinee · Guinee-Bissau · Ivoorkust · Kaapverdië · Kameroen · Kenia · Lesotho · Liberia · Libië · Madagaskar · Malawi · Mali · Marokko · Mauritanië · Mauritius · Marokko · Mozambique · Namibië · Niger · Nigeria · Oeganda · Rwanda · Sao Tomé en Principe · Senegal · Seychellen · Sierra Leone · Somalië · Soedan · Swaziland · Tanzania · Tsjaad · Togo · Tunesië · Zambia · Zimbabwe · Zuid-Afrika · Zuid-Soedan
Niet algemeen erkende landen: Somaliland · Westelijke Sahara
Afhankelijke gebieden: Mayotte · Réunion (onofficieel) · Saint Helena, Ascension and Tristan da Cunha (onofficieel)